# Bellcaire d’Empordà
Bellcaire d'Empordà – gmina w Hiszpanii, w prowincji Girona, w Katalonii, o powierzchni 12,54 km². W 2011 roku gmina liczyła 661 mieszkańców.